# 1961年8月26日月食
1961年8月26日月食为一次在协调世界时1961年8月26日出現的月偏食。該次月食半影食分為1.958、全影食分為0.992。偏食維持了93分。

## 概述
這次月食的食分是22.32，偏食維持了93分。

## 基本參數
- 類型：月偏食
- 食甚資料：
  - 日期：1961年8月26日
  - 時間：3:08
  - 月球位置：赤經22.32度、赤緯-11.0度
  - 食分：半影食分：1.958、全影食分：0.992
  - 持續時間：偏食93分

## 外部連結
- NASA月食專頁（页面存档备份，存于）（英文）